# Fytotron
Een fytotron (ook wel klimaatcel of groeikamer) is een kamer waarin planten gekweekt worden onder te regelen omstandigheden, afhankelijk van de stand van de wetenschap.
Veelal is het een volledig afgesloten ruimte waarin planten worden opgekweekt. De temperatuur kan precies geregeld worden, evenals de luchtvochtigheid, de hoeveelheid (kunst)licht en de daglengte. Zo kan men ervoor zorgen dat de groei optimaal is, bijvoorbeeld in weefselkweeklaboratoria. 
Ook is het geschikt voor onderzoek, bijvoorbeeld om de invloed na te gaan van milieuomstandigheden op plantengroei, of om na te gaan hoeveel gas de plant produceert (of verbruikt) bij verschillende condities. 